# Pseudelephantopus
Pseudelephantopus là một chi thực vật có hoa trong họ Cúc (Asteraceae).

## Loài
Chi Pseudelephantopus gồm các loài: